# Matia I al Sfântului Imperiu Roman

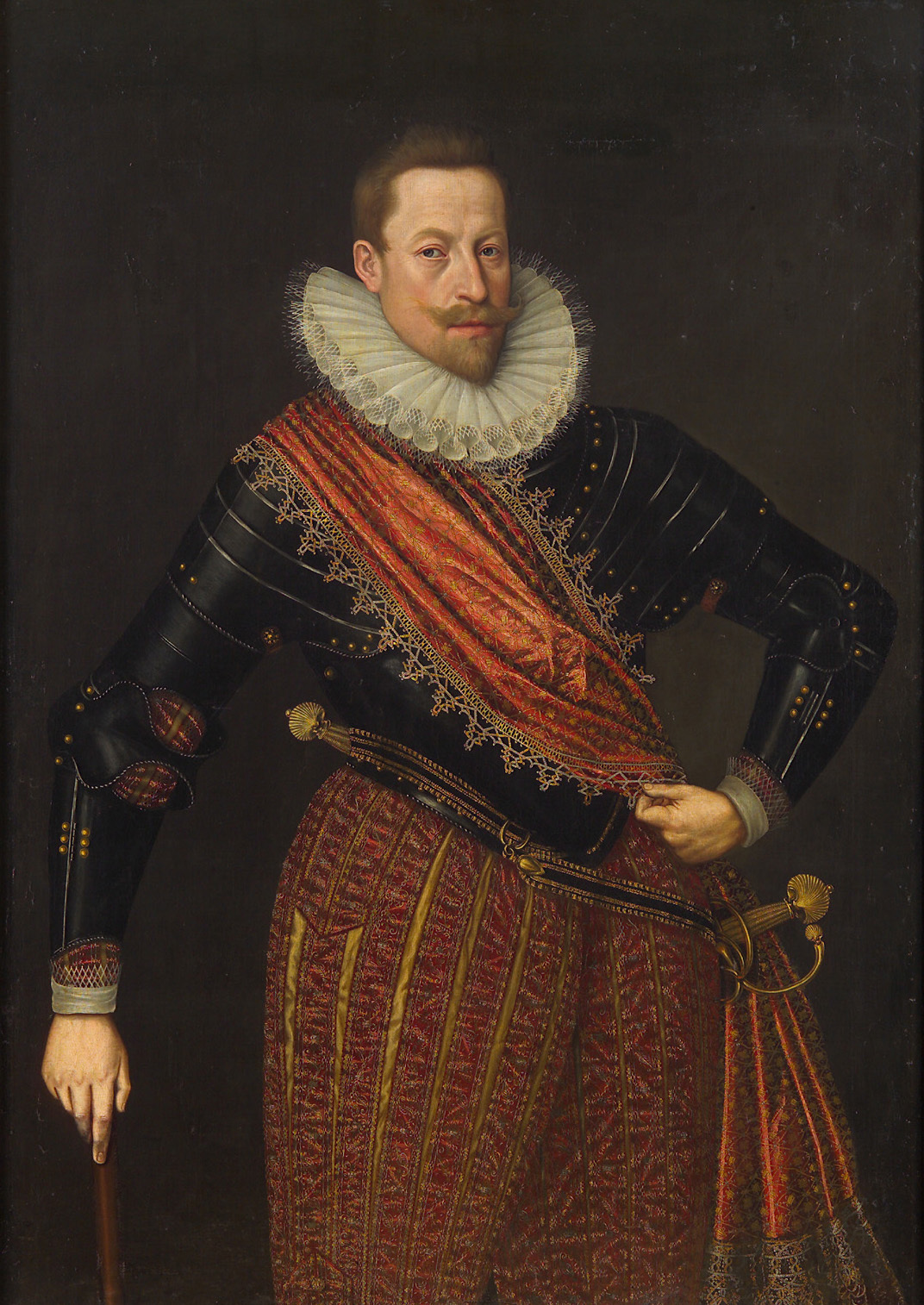
Împărat al Sfântului Imperiu Roman, Matthias.

Matia I (n. 24 februarie 1557, Viena, Monarhia Habsburgică – d. 20 martie 1619, Viena, Monarhia Habsburgică) a fost împărat al Sfântului Imperiu Roman din 1612-1619 și deja din 1608 rege al Ungariei (sub numele de Matia al II-lea, în maghiară II. Mátyás), iar din 1611 rege al Boemiei (de asemenea, sub numele de Matia al II-lea, în cehă Matyáš II.).

## Biografie
A fost fiul lui Maximilian al II-lea, împărat romano-german, rege al Boemiei și rege al Ungariei; mama sa a fost Maria a Spaniei, fiica lui Carol Quintul, Împărat al Sfântului Imperiu Roman și a Isabelei a Portugaliei. A fost fratele împăratului Rudolf al II-lea, căruia i-a urmat la tron și al Annei de Austria, succesiv regină a Spaniei și a Portugaliei.
1. ↑  „Matia I”, Gemeinsame Normdatei, accesat în 14 august 2015
2. 1 2  Матвей (австр. эрцгерцог), Marea Enciclopedie Sovietică (1969–1978)[*]
3. ↑  „Matia I”, Gemeinsame Normdatei, accesat în 11 decembrie 2014
4. ↑  Matthias Habsburg, Find a Grave, accesat în 9 octombrie 2017
5. ↑  Maties I, Gran Enciclopèdia Catalana
6. ↑  Habsburg, Mathias (BLKÖ)[*] Verificați valoarea |titlelink= (ajutor)
7. ↑  Matthias, Holy Roman Emperor, SNAC, accesat în 9 octombrie 2017
8. ↑  Matthias (Matthias), Brockhaus Enzyklopädie
9. ↑  „Matia I”, Gemeinsame Normdatei, accesat în 31 decembrie 2014
10. 1 2  Czech National Authority Database, accesat în 1 martie 2022